# Luis Troche
Luis Daniel Troche Santiviago (n. Asunción, Paraguay; 14 de julio de 1988) es un actor reconocido por diferentes programas de televisión y obras de teatro, músico y humorista paraguayo.
Tuvo sus inicios en el año 2007, cuando en marzo, fue seleccionado (junto con Silvia Flores y Milner González) en un casting realizado al cual asistieron más de 700 personas, para el programa humorístico de parodias televisivas Manicomicos emitido por canal 13 de Paraguay y cuya cabeza de elenco era el capo cómico Gustavo Cabaña.

## Trayectoria
Durante el año 2007 estuvo como actor/imitador del programa Manicómicos realizando personajes, entre los cuales destacan la parodia de Carlos Wiskiny; Chúnior; Pablo Berguen; Juan Carlos Glamoroso; entre otros.
A partir del año 2008 y tras la partida de Gustavo Cabaña al canal 4 (Telefuturo), el anterior elenco de Manicómicos decide realizar el programa “Comisaría”, en el cual Luis interpretó durante más de tres temporadas al personaje del Oficial Eusebio Ayala, policía municipal de tránsito, el cual tuvo un éxito total a nivel nacional gracias a la serie. A la par, fue coconductor del programa radial Cápsula emitido de lunes a viernes en horario “Prime Time” en la Red Global Satelital (RGS). A finales de ese año ingresa al Ateneo Paraguayo y toma clases de teatro con el Maestro Lic. William Valverde García.
En el año 2007 se incorpora como coconductor y creativo del programa de humor radial Cápsula emitido por RGS durante 2 años ininterrumpidos en prime time.
A finales de 2008 surge otro proyecto veraniego en canal 13 que fue, Playa Caliente, en el que Troche encarnaba a un borracho llamado “Blanco” que se lo veía siempre con su amigo «Pocholo», cuyo dúo causó furor entre el público de la serie.
A finales de 2010, Troche recibe la propuesta de la productora Tana Schémbori y de la actriz Clara Franco para participar en la serie cómica más grande de la televisión paraguaya, Telecomio, que fue emitido por Telefuturo hasta julio de 2011
.
En el año 2010 culmina sus estudios de piano, con la profesora Rosa Mereles de López, obteniendo el título de "Profesor Superior de Piano" en el Conservatorio Prof. Jorge Báez. Realizando su concierto de egresado en el Salón Fundadores del Club Centenario.
Desde el 3 de diciembre de 2012, forma parte de la producción televisiva Click TV producida por la productora Cinco Sentidos Paraguay, y emitido por canal 13, donde realizó la labor de voz en off, locuciones comerciales del programa y desarrolló personajes de humor que le daban un toque distinto al programa. El 9 de julio de 2013 fue desvinculado del programa y ni él ni la productora del programa dieron un motivo públicamente.
En marzo de 2017 se incorpora al equipo del programa Telembopi, emitido por Telefuturo y producido por Productora X. Se desempeñó como actor/humorista. En marzo de 2018, se da nuevamente su ruptura con la televisión.
En abril de 2016, junto con Javier Monreal (España), Borja García-Enríquez (España) y Pili Ortiz (Paraguay), fundan "Teatro Mbyky"; un proyecto teatral que pretende fomentar la dramaturgia en Paraguay a través del formato de microteatro. Teatro Mbyky, hoy va por su Octava Edición y ha significado un punto importante para la escena paraguaya.
Actualmente realiza obras teatrales propias y trabajos con otros elencos y compañías.
Desde 2017 se desempeña como docente en la cátedra de actuación teatral en la escuela TIA (Taller Integral de Actuación) de Maneglia-Schembori. 

### Cine
| Año  | Trabajo        | Rol       | Notas                           |
| 2016 | Los Buscadores | Guardia 1 | Maneglia-Schembori Realizadores |

### Televisión
| Año       | Trabajo        | Rol               | Notas      |
| 2017–2018 | Telembopi      | Humorista         | Telefuturo |
| 2012–2013 | Click TV       | Humorista         | El Trece   |
| 2010–2011 | Telecomio      | Actor/Humorista   | Telefuturo |
| 2009–2010 | Playa Caliente | Actor/Humorista   | El Trece   |
| 2008–2011 | Comisaría      | Of. Eusebio Ayala | El Trece   |
| 2007–2008 | Manicomicos    | Actor/Humorista   | El Trece   |

### Teatro
| Fechas                                                       | Obras                                            |
| ------------------------------------------------------------ | ------------------------------------------------ |
| 6 y 7 de marzo de 2010 (Actor)                               | Niñas y Niños                                    |
| 14 y 15 de agosto de 2010 (Actor)                            | Edipo en Colono                                  |
| 29 y 30 de enero de 2011 (Actor)                             | Oresteia                                         |
| 2 y 3 de julio de 2011 (Actor)                               | Correa con Correa                                |
| 17 y 18 de diciembre de 2011 (Actor)                         | Fuenteovejuna                                    |
| Enero de 2013 (Actor)                                        | El mago de Oz                                    |
| Marzo de 2013 (Actor)                                        | Romeo y Julieta                                  |
| Abril y mayo de 2013 (Actor)                                 | Karumbita y el Misterio de los Libros            |
| Julio de 2013 (Actor)                                        | La Sirenita                                      |
| Agosto de 2013 (Actor)                                       | Hansel y Gretel                                  |
| Setiembre de 2013 (Actor)                                    | Abre los Ojos                                    |
| Octubre de 2013 (Asistente de Dirección)                     | Frankenstein - El Musical                        |
| Noviembre de 2013 (Asistente de Dirección)                   | El Diario de Adán y Eva                          |
| Enero de 2014 (Iluminación)                                  | Fiesta en el Cabaré                              |
| Julio de 2014 (Actor)                                        | Princesas, La Coronación del Príncipe Azul       |
| Julio de 2014 (Asistencia de Dirección/Colaboración musical) | Drácula, una mordida de alegría                  |
| Setiembre de 2014 (Asistencia de Dirección)                  | La Mujer del Don                                 |
| Abril de 2015 (Actor/Músico)                                 | Abran cancha, que viene Don Quijote de la Mancha |
| 2016 (Asistencia de dirección)                               | Princesas y Villanas                             |
| 2016 (Actor)                                                 | Sin Tramoya                                      |
| 2016 - 2018 (Productor Ejecutivo)                            | Teatro Mbyky                                     |
| 2016 (Director)                                              | Clitenmestra                                     |
| 2018 (Actor)                                                 | Delmer, una aventura canina                      |
| 2018 (Actor)                                                 | El Hijo de la novia                              |
| 2018 (Director)                                              | Mi esposa me quiere casar                        |
| 2019 (Dramaturgo y Director)                                 | Inútil Combate                                   |
| 2019 (Actor)                                                 | Colón agarra viaje a toda costa                  |
| 2023 (Director)                                              | Interview, tango perdido                         |